# Formica strangulata
Formica strangulata är en myrart som beskrevs av Wheeler 1915. Formica strangulata ingår i släktet Formica och familjen myror. Inga underarter finns listade i Catalogue of Life.